# Сан Себастијано (Асти)
Сан Себастијано је насеље у Италији у округу Асти, региону Пијемонт.
Према процени из 2011. у насељу је живело 15 становника. Насеље се налази на надморској висини од 285 м.